# وجيهه أنصاري
وجیهه أنصاري ‏ (1241  - مارس 1332 )  من مصر.